# Scopula orphanaeata
Scopula orphanaeata là một loài bướm đêm trong họ Geometridae.